# Campeonato Panamericano de Balonmano Femenino de 2003
El VII Campeonato Panamericano de Balonmano Femenino de 2003  se disputó en Sao Bernardo, Brasil entre el 29 de abril y el 4 de mayo de 2003 bajo la organización de la Federación Panamericana de Handball El torneo entregó 3 plazas para el Campeonato Mundial de balonmano Femenino 2003

## Primera fase

### Grupo A
| Equipo               | J | G | E | P | GF  | GC  | DG  | PTS |
| -------------------- | - | - | - | - | --- | --- | --- | --- |
| Brasil               | 3 | 3 | 0 | 0 | 116 | 30  | +86 | 6   |
| Estados Unidos       | 3 | 2 | 0 | 1 | 62  | 62  | 0   | 4   |
| República Dominicana | 3 | 1 | 0 | 2 | 64  | 87  | -23 | 2   |
| Guatemala            | 3 | 0 | 0 | 3 | 37  | 100 | -63 | 0   |

#### Resultados
| Fecha      | Hora  | Partido³             | Partido³ | Partido³             | Resultado |
| ---------- | ----- | -------------------- | -------- | -------------------- | --------- |
| 29.04.2003 | 16:00 | Estados Unidos       | -        | República Dominicana | 24-17     |
| 29.04.2003 | 20:20 | Brasil               | -        | Guatemala            | 42-03     |
| 30.04.2003 | 16:00 | República Dominicana | -        | Guatemala            | 28-20     |
| 30.04.2003 | 20:20 | Brasil               | -        | Estados Unidos       | 31-08     |
| 1.05.2003  | 16:00 | Estados Unidos       | -        | Guatemala            | 30-14     |
| 1.05.2003  | 20:20 | Brasil               | -        | República Dominicana | 43-19     |

### Grupo B
| Equipo    | J | G | E | P | GF | GC | DG | PTS |
| --------- | - | - | - | - | -- | -- | -- | --- |
| Argentina | 2 | 1 | 0 | 1 | 38 | 31 | +7 | 2   |
| Uruguay   | 2 | 1 | 0 | 1 | 36 | 37 | -1 | 2   |
| Canadá    | 2 | 1 | 0 | 1 | 37 | 43 | -6 | 2   |

#### Resultados
| Fecha      | Hora  | Partido³  | Partido³ | Partido³  | Resultado |
| ---------- | ----- | --------- | -------- | --------- | --------- |
| 29.04.2003 | 17:30 | Argentina | -        | Canadá    | 24-14     |
| 30.04.2003 | 18:00 | Canadá    | -        | Uruguay   | 23-19     |
| 1.05.2003  | 18:00 | Uruguay   | -        | Argentina | 17-14     |

### 5º al 7º Puesto
| Fecha     | Hora² | Partido³ | Partido³ | Partido³  | Resultado |
| --------- | ----- | -------- | -------- | --------- | --------- |
| 2.05.2003 | 16:00 | Canadá   | -        | Guatemala | 40-11     |

### 5º/6º puesto
| Fecha     | Hora² | Partido¹ | Partido¹ | Partido¹             | Resultado |
| --------- | ----- | -------- | -------- | -------------------- | --------- |
| 3.05.2003 | 13:00 | Canadá   | -        | República Dominicana | 31-20     |

## Fase final

### Semifinales
| Fecha     | Hora² | Partido³  | Partido³ | Partido³       | Resultado |
| --------- | ----- | --------- | -------- | -------------- | --------- |
| 2.05.2003 | 18:00 | Argentina | -        | Estados Unidos | 21-15     |
| 2.05.2003 | 20:20 | Brasil    | -        | Uruguay        | 44-18     |

### 3º/4º puesto
| Fecha     | Hora² | Partido¹ | Partido¹ | Partido¹       | Resultado |
| --------- | ----- | -------- | -------- | -------------- | --------- |
| 3.05.2003 | 15:00 | Uruguay  | -        | Estados Unidos | 21-14     |

### Final
| Fecha     | Hora² | Partido¹ | Partido¹ | Partido¹  | Resultado |
| --------- | ----- | -------- | -------- | --------- | --------- |
| 4.05.2003 | 12:15 | Brasil   | -        | Argentina | 39-12     |

| Brasil           |
| Campeón          |
| Brasil 4° título |

### Clasificación general
| 1. Brasil               |
| 2. Argentina            |
| 3. Uruguay              |
| 4. Estados Unidos       |
| 5. Canadá               |
| 6. República Dominicana |
| 7. Guatemala            |

## Clasificados al Mundial 2003
| Bandera de Brasil | Bandera de Argentina | Bandera de Uruguay |
| Brasil            | Argentina            | Uruguay            |
| ----------------- | -------------------- | ------------------ |